# Colombi e sparvieri
Colombi e sparvieri è un romanzo di Grazia Deledda, scrittrice italiana e premio Nobel per la letteratura, pubblicato nel 1912 dall'editore Treves di Milano. Lo spunto del racconto la Deledda lo prese da un episodio veramente accaduto di cui venne direttamente a conoscenza nel 1908. Quell'estate la scrittrice aveva soggiornato ad Orune per restarvi qualche giorno e così ambientò in quel luogo il racconto. Colombi e sparvieri viene comunemente giudicato uno dei migliori romanzi della scrittrice, per la complessità strutturale e per la “modernità inquieta” che ispira situazioni e personaggi.

## Trama
La storia di un amore impossibile tra due giovani, Jorgi (Giorgio) e Columba, che si intreccia con la storia di due famiglie vissute tra rancori e odio. Fra le ragioni del fallimento c'è anche il fatto che lei proviene da famiglia agiata mentre lui è povero, inoltre lei è fortemente influenzata negativamente dal nonno e dalla sorella, mentre lui è ostinato e orgoglioso. Così Columba andrà in sposa ad un anziano vedovo e Jorgi, ridotto in miseria, per il dispiacere e l’umiliazione sprofonda in una grave crisi nervosa.

## Edizioni
- 1912, Treves, Milano
- 2007, Il Maestrale, Nuoro
- 2011, Ilisso, Nuoro